# Marusarzowy Żleb

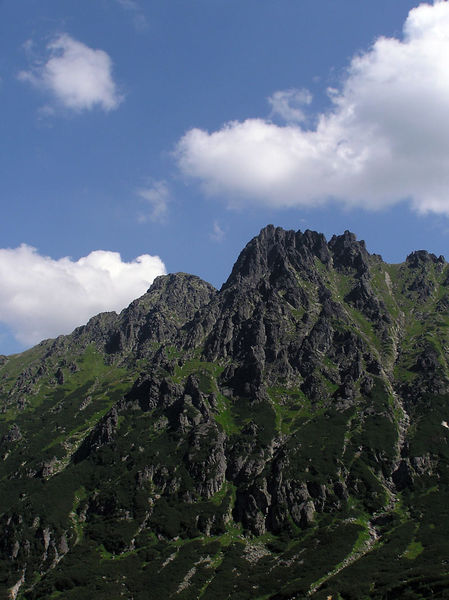
Żabia Czuba, Żabi Szczyt Niżni, Marusarzowa Przełączka z Marusarzowym Żlebem, Marusarzowa Turnia i Owcza Przełęcz z Owczym Żlebem widziane znad południowego brzegu Morskiego Oka

Marusarzowy Żleb (słow. Ondrejov žľab) – żleb w masywie Żabiej Grani, w polskich Tatrach Wysokich, opadający do Doliny Rybiego Potoku z Marusarzowej Przełączki. Żleb kończy się na wysokości Czarnego Stawu pod Rysami, wpadając do równoległego Owczego Żlebu, opadającego spod Owczej Przełęczy. Od północy Marusarzowy Żleb podchodzi pod Grań Apostołów.
Podejście Marusarzowym Żlebem na Marusarzową Przełączkę znane było od dawna miejscowym pasterzom, jednak nie było używane jako połączenie Doliny Rybiego Potoku z Doliną Żabich Stawów Białczańskich, ponieważ dogodniejsza droga biegła przez sąsiednią Owczą Przełęcz. Nazwa żlebu wiąże się z podhalańską rodziną Marusarzów, a w szczególności z przewodnikiem Jędrzejem Marusarzem Jarząbkiem.
Obecnie Marusarzowy Żleb położony jest na obszarze ochrony ścisłej i nie prowadzą nim żadne szlaki turystyczne ani trasy taternickie.